# Возьма
Возьма — река в России, протекает по Вологодскому району Вологодской области. Устье реки находится в 17 км по правому берегу Большого Пучкаса. Длина реки составляет 16 км.
Возьма берёт начало в системе мелиорационных каналов примерно в 10 км в северу от Вологды. Всё течение реки находится в обширной заболоченной пойме в истоках Сухоны и Большого Пучкаса. В нижнем течении образует ряд озёр, скорость течения невелика. Крупнейшие притоки — Вязовица (правый), Кологорь (левый).

## Данные водного реестра
По данным государственного водного реестра России относится к Двинско-Печорскому бассейновому округу, водохозяйственный участок реки — Северная Двина от начала реки до впадения реки Вычегда, без рек Юг и Сухона (от истока до Кубенского гидроузла), речной подбассейн реки — Сухона. Речной бассейн реки — Северная Двина.
Код объекта в государственном водном реестре — 03020100312103000006288.